# Бодахева
Бодахева (груз. ბოდახევა) — село в Грузии, на территории Тианетского муниципалитета края (мхаре) Мцхета-Мтианети.

## География
Село находится в центральной части Грузии, на правом берегу реки Иори, на расстоянии приблизительно 8 километров (по прямой) к северу от посёлка городского типа Тианети, административного центра муниципалитета. Абсолютная высота — 1231 метр над уровнем моря.

## Население
По результатам официальной переписи населения 2014 года в Бодахеве проживало 11 человек (4 мужчины и 7 женщин). В национальной структуре населения грузины составляли 100 %.
| Год  | Население, человек |
| ---- | ------------------ |
| 2002 | 30                 |
| 2014 | ↘ 11               |